# Балка Водоточна
Балка Водоточна, Водотічна — балка (річка) в Україні у Горлівському районі Донецької області. Ліва притока річки Кринки (басейн Азовського моря).

## Опис
Довжина балки приблизно 7,24 км, найкоротша відстань між витоком і гирлом — 5,42  км, коефіцієнт звивистості річки — 1,34 . Формується декількома балками та загатами.

## Розташування
Бере початок на південно-східній околиці села Розівки. Тече переважно на південний захід через село і на східній околиці селища Алмазне впадає у річку Кринку, праву притоку річки Міусу.

## Цікаві факти
- У XX столітті на балці існували молочно,-та птице-тваринні ферми (МТФ, ПТФ), водокачка та декілька газових свердловин[2].